# Giorno per giorno (serie televisiva 2017)
Giorno per giorno (One Day at a Time) è una serie televisiva statunitense del 2017, reboot dell'omonima serie televisiva del 1975.

## Trama
Penelope Alvarez, una veterana del corpo speciale dell'esercito "Army Nursing Corps", si occupa insieme alla madre cubana, Lydia, dei suoi due figli Elena ed Alex. Penelope lavora come infermiera in uno studio del dottor Leslie Berkowitz, dove fa un turno regolare in modo che possa tornare a casa dalla sua amorevole famiglia alla fine della giornata. Tuttavia, il ritorno alla vita civile e familiare è stato difficile, poiché Penelope affronta molti problemi irrisolti del suo periodo nell'esercito, primi tra tutti i problemi a livello psicologico che quest'esperienza, insieme allo stress dato dal lavoro e dalla famiglia, ha portato. Ha un ex-marito, Victor, anche lui veterano dell'esercito. Attualmente lavorante per un appaltatore privato in Afghanistan, Victor è un alcolizzato che soffre del disturbo post-traumatico da stress, motivo per il quale ha permesso a Penelope di lasciarlo e di crescere i suoi figli da sola.

## Episodi
| Stagione         | Episodi | Prima TV USA | Prima TV Italia |
| ---------------- | ------- | ------------ | --------------- |
| Prima stagione   | 13      | 2017         | 2017            |
| Seconda stagione | 13      | 2018         | 2018            |
| Terza stagione   | 13      | 2019         | 2019            |
| Quarta stagione  | 7       | 2020         | inedita         |

## Personaggi e interpreti

### Personaggi principali
- Penelope "Lupita" Riera, interpretata da Justina Machado, doppiata da Tiziana Avarista.
- Lydia "Abuelita" Riera, interpretata da Rita Moreno, doppiata da Ludovica Modugno.
- Elena Maria "Blanquita" Alvarez Riera Calderón Leytevidal Inclan, interpretata da Isabella Gómez, doppiata da Erica Necci.
- Alejandro "Alex" "Papito" Alvarez, interpretato da Marcel Ruiz, doppiato da Mattia Fabiano.
- Pat Schneider, interpretato da Todd Grinnell, doppiato da David Chevalier.
- Dottor Leslie Berkowitz, interpretato da Stephen Tobolowsky, doppiato da Mino Caprio.

### Personaggi ricorrenti
- Scott, interpretato da Eric Nenninger.
- Lori, interpretata da Fiona Gubelmann.
- Carmen, interpretata da Ariela Barer.
- Josh Flores, interpretato da Froy Gutierrez.
- Jill Riley, interpretata da Haneefah Wood.
- Syd, interpretatə da Sheridan Pierce.

### Guest star
- Pam Valentine, interpretata da Mackenzie Phillips.
- Ramona, interpretata da Judy Reyes.
- Jerry, interpretato da Cedric Yarbrough.
- Berto, interpretato da Tony Plana.
- Victor Alvarez, interpretato da James Martínez.
- Ben, interpretato da Jay Hayden.

## Produzione e trasmissione
La serie viene distribuita a livello internazionale da Netflix dal 6 gennaio 2017. Il 4 marzo 2017, Netflix ha rinnovato la serie per una seconda stagione di tredici episodi che è stata pubblicata il 26 gennaio 2018. La serie è stata poi rinnovata per una terza stagione, pubblicata su Netflix l'8 febbraio 2019.
Il 14 marzo 2019 la serie viene cancellata dopo tre stagioni.
Il 28 giugno 2019 la serie viene rinnovata per una quarta stagione composta da 13 episodi, che andranno in onda nel 2020 su POP TV. L'8 dicembre 2020 viene confermata la cancellazione della serie dopo la quarta stagione, composta da 7 episodi rispetto ai 13 originariamente ordinati.